# Pietro Nenni

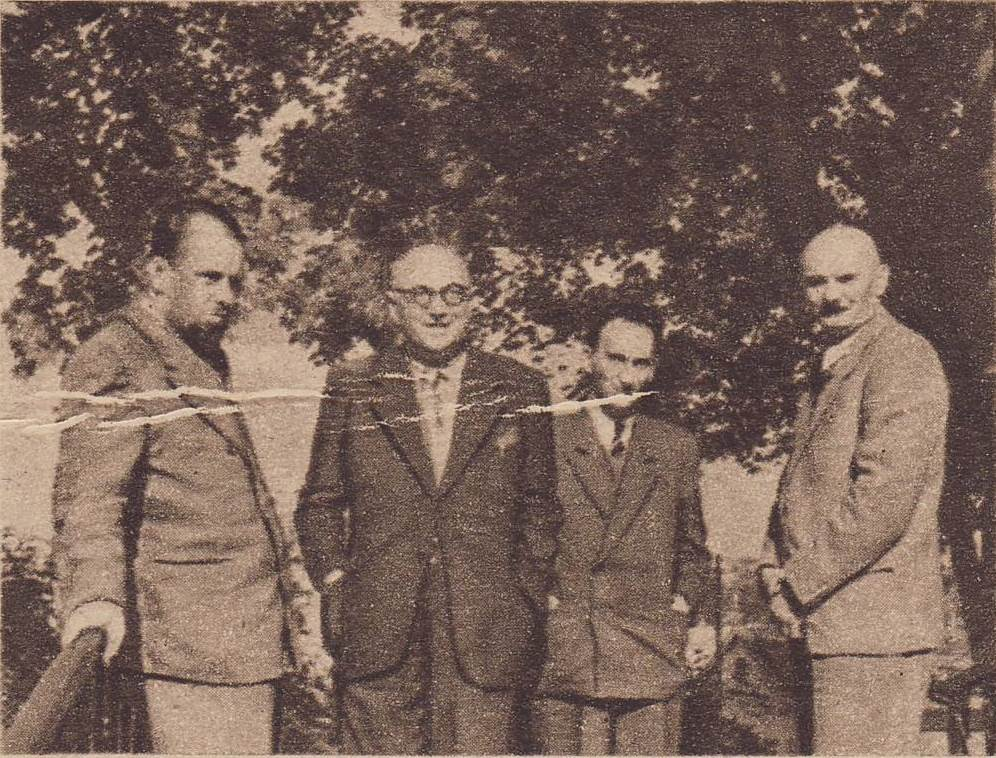
Pietro Nenni (drugi z lewej) i Lelio Basso w Warszawie w towarzystwie Stanisława Szwalbe (po prawej)

Pietro Sandro Nenni (ur. 9 lutego 1891 w Faenzy, zm. 1 stycznia 1980 w Rzymie) – włoski polityk, od lat 20. do lat 60. jeden z liderów włoskich socjalistów.

## Życiorys
Po śmierci rodziców dorastał w sierocińcu. Karierę polityczną zaczynał w ramach Włoskiej Partii Republikańskiej, pracował w redakcji partyjnej gazety w Forlì. W 1911 przez kilka miesięcy wraz z Benitem Mussolinim był pozbawiony wolności za udział w protestach przeciwko wojnie włosko-tureckiej.
Brał udział w walkach okresu I wojny światowej, m.in. w bitwach nad Isonzo. Został zwolniony ze służby w związku z odniesionymi ranami, powrócił do pracy jako redaktor republikańskiego pisma „Mattine d’Italia”. Po wojnie wraz z innymi zdemobilizowanymi żołnierzami współtworzył wkrótce rozwiązaną organizację Fascio. W 1921 wstąpił do Włoskiej Partii Socjalistycznej (PSI), był edytorem jej partyjnego pisma „Avanti!” w latach 1923–1925. W tym czasie okresie narastało poparcie dla faszystów, doszło też do zabójstwa lidera socjalistów Giacoma Matteottiego, sama PSI traciła na znaczeniu, a siedziba „Avanti!” została podpalona. Ostatecznie Pietro Nenni udał się na emigrację do Francji, gdzie kontynuował działalność publiczną (m.in. jako sekretarz PSI).
W okresie hiszpańskiej wojny domowej jako ochotnik walczył w szeregach brygady im. Giuseppe Garibaldiego wspierającej tzw. stronę republikańską. W 1943 został we Francji aresztowany, następnie osadzony kolejno w Rzymie i Ponzy. W tym okresie w obozie koncentracyjnym Auschwitz-Birkenau zmarła jego córka Vittoria. Pietro Nenni został wyzwolony kilka miesięcy po zatrzymaniu, działał w komitecie wyzwolenia narodowego (Comitato di Liberazione Nazionale). Reaktywował w kraju w tym samym roku Włoską Partię Socjalistyczną, stając na jej czele (do 1945).
W pierwszych rządach po wyzwoleniu pełnił funkcję wicepremiera i ministra ds. konstytucyjnych. Od 1946 do 1947 przez kilka miesięcy zajmował stanowisko ministra spraw zagranicznych. W 1950 był sygnatariuszem apelu sztokholmskiego. Między 1963 a 1968 ponownie sprawował urząd wicepremiera, a w okresie 1968–1969 po raz drugi był ministrem spraw zagranicznych. W 1946 został posłem do powołanej po II wojnie światowej konstytuanty (Assemblea Costituente della Repubblica Italiana), która działała do 1948. W tym samym roku został po raz pierwszy wybrany do Izby Deputowanych. W niższej izbie włoskiego parlamentu zasiadał nieprzerwanie przez 22 lata jako poseł I, II, III, IV i V kadencji. Pod koniec lat 60. pełnił funkcję prezydenta Partii Socjalistycznej. W pierwszej połowie lipca 1969 ogłosił wycofanie się z życia politycznego.
25 listopada 1970 prezydent Włoch Giuseppe Saragat w uznaniu zasług powierzył mu godność dożywotniego senatora. Pietro Nenni zasiadał w Senacie V, VI, VII i VIII kadencji, tj. do czasu swojej śmierci.